# Demétrio (mestre dos soldados)
Demétrio (em latim: Demetrius) foi um oficial bizantino do século VI, ativo durante o reinado do imperador Justiniano (r. 527–565).

## Vida
Em 535, foi um dos quatro comandantes (com Herodiano, Paulo e Ursicino) das unidades de infantaria enviados para o Ocidente sob Belisário para retomar a Itália. No verão de 539, Belisário enviou 700 infantes da unidade comandada por Demétrio para ajudar no cerco de Fésulas. Sua posição neste momento é desconhecida, mas como um de seus colegas, Magno, era um conde, é provável que Demétrio fosse homem espectável e conde dos assuntos militares. Em 542, como mestre dos soldados, foi enviado à Itália por Belisário com reforços. Velejou de Constantinopla à Sicília de onde pretendia mandar reforços para Nápoles, que estava sendo sitiada pelo rei Tótila (r. 541–552). Seu exército era pequeno demais para fazer frente aos inimigos, então reuniu tantos navios quanto possível, carregou-os com cereais e outros suprimentos e partiu, dando a aparência de um grande exército.
O truque poderia ter funcionado, mas Demétrio temia zarpar diretamente para Nápoles, decidindo ir para Porto para obter reforços de Roma. Os soldados locais, contudo, se recusaram a acompanhá-lo e teve que velejar apenas com as tropas de Constantinopla. Quando ainda estava em Porto, recebeu Demétrio de Cefalônia que solicitou sua ajuda com o cerco. No meio tempo, os godos foram informados de seu ardil e quando Demétrio aproximou-se da costa napolitana foi atacado por seus inimigos. Muitos de seus homens foram mortos e todos os navios com suprimentos foram capturados, enquanto ele escapou. Demétrio retornou à Sicília, mas no final de 542 foi enviado por Maximino com Herodiano, Fazas e todas as forças disponíveis para ajudar Nápoles. A frota foi pega numa tempestade e levada para perto do acampamento gótico. As baixas foram altas e muitos foram capturados, inclusive Demétrio. Com uma corda em torno do pescoço, foi conduzido para os muros de Nápoles por Tótila que o forçou a contar aos sitiados que não havia mais esperança e que deveriam se render.